# Чахумбіра
Чахумбі́ра (англ. Chakhumbira) — традиційна громада у складі дистрикту Нтчеу Центрального регіону Малаві.
Населення — 35074 особи (2018).